# De Wieden (Amsterdam)
De Wieden is een fietspad en voetpad met in het midden een gracht en sinds 2021 ook een klein Park in de buurt De  Kleine Wereld in de wijk Buikslotermeer in Amsterdam-Noord. Het pad kent slechts één adres waar een kleine woning uit 1967 staat. De andere huizen hebben allemaal een adres aan de omliggende straten. 
Oorspronkelijk begon het pad onder de De Wiedenbrug in de IJdoornlaan en loopt noordwaarts aan weerzijde van een gracht met brede groenstroken. Vervolgens worden Dijkwater, Bakkerswaal en Lohuis gekruist waarna bij Kampina en Brug 946 het pad alleen aan de oostzijde van de gracht loopt en bij Brug 947 bij de J.H. van Heekweg oostwaarts gaat en eindigd bij Brug 948 in de J.Drijverweg.  
Het gedeelte tussen de IJdoornlaan en het Winkelcentrum Boven 't Y was oorspronkelijk een onaantrekkelijk braakliggend gedeelte waar het publiek snel doorheen liep.
In april 2021 werd het echter veranderd in een ontmoetingsplek voor de bewoners en het winkelend publiek. Er werden bomen, planten, struiken en bloembollen gepland en er verschenen bankjes met afvalbakken waarmee een klein park ontstond. Naast het groen en meubilair is ook de veiligheid verbeterd zowel de verkeersveiligheid als de sociale veiligheid. Ook is er een fontein in de gracht en als de tijdelijke corona testlocatie is verdwenen ontstaat aan de westkant meer ruimte voor uitbreiding.
De naam is bij een raadsbesluit van 24 februari 1966 vernoemd naar de Beulaker en Belterwiede in een plassengebied in noordwest Overijssel tussen Giethoorn en Vollenhove waar bijna 2000 hectare natuurreservaten toebehoren aan natuurmonumenten.